# Austrolimnophila (Austrolimnophila) bradleyi
Austrolimnophila (Austrolimnophila) bradleyi is een tweevleugelige uit de familie steltmuggen (Limoniidae). De soort komt voor in het Neotropisch gebied.